# فرانسيسكو بالنسيا
خوان فرانسيسكو بالنسيا هيرنانديز (بالإسبانية: Francisco Palencia)‏ (مواليد 28 أبريل 1973 في مكسيكو) لاعب كرة قدم مكسيكي دولي يجيد اللعب في خط الهجوم . لعب لصالح نادي جامعة ناسيونال المكسيكي منذ 2007 .

## مسيرته الكروية
لعب فرانسيسكو بالنسيا خلال مسيرته الاحترافية مع 5 أندية في تسعة عشر موسمًا وسجل خلالها 123 هدف ضمن 478 مباراة. حيث فاز في موسم واحد بالكأس وثلاثة مواسم بالدوري.
خاض فرانسيسكو بالنسيا مسيرته مع نادي كروز آزول في موسم 1994–95 في المرة الأولى ليلعب معه سبعة مواسم ثم في موسم 2002–03 لمدة موسم واحد، مشاركًا طوالها في 213 مباراة سجل خلالها 83 هدفًا. ثم انتقل إلى نادي إسبانيول في موسم 2001–02 لمدة موسم واحد، حيث شارك في 30 مباراة سجل خلالها 6 أهداف. لينتقل بعدها إلى نادي غوادالاخارا في موسم 2003–04 ولمدة موسمين، مشاركًا في 63 مباراة سجل خلالها 12 هدفًا. ثم انتقل إلى نادي شيفاز يو إس أي في عامي 2005-2007 ولمدة موسمين، مشاركًا في 32 مباراة سجل خلالها 7 أهداف. هذا وانتقل لاحقًا إلى نادي أونيفرسيداد ناسيونال في موسم 2006–07 ليلعب معه ستة مواسم، مشاركًا في 140 مباراة سجل خلالها 15 هدفًا.

## روابط خارجية
- فرانسيسكو بالنسيا على موقع الاتحاد الدولي (مؤرشف)  (الإنجليزية)
- فرانسيسكو بالنسيا على موقع الدوري الأمريكي (الإنجليزية)
- فرانسيسكو بالنسيا على موقع قاعدة بيانات كرة القدم.إي يو (الإنجليزية)
- فرانسيسكو بالنسيا على موقع ناشيونال فوتبول تيمز (الإنجليزية)
- فرانسيسكو بالنسيا على موقع كووورة
- فرانسيسكو بالنسيا على موقع أوليمبيديا (الإنجليزية)